# Паберзс, Юрис
Юрис Паберзс (латыш. Juris Pabērzs; 29 июля 1891, Калупская волость, Витебская губерния, Российская империя — 22 апреля 1961, Рига, Латвийская ССР) — латвийский политический, государственный и общественный деятель, министр юстиции, юрист, поэт, писатель
.

## Биография
В 1912—1917 годах изучал право в Императорском Санкт-Петербургском университете. Продолжил учёбу в Латвийском университете. Избирался делегатом Конгресса латышей Латгалии. Работал мировым судьёй. Во время Первой мировой войны и немецкой оккупации был депортирован в Германию.
В 1920 году был членом правления Даугавпилсского уезда.
В 1922 году избран в Учредительное собрание Латвии по списку Латгальской крестьянской партии. С 1926 до 1940 года — член Даугавпилсского окружного суда, работал заместителем председателя окружного суда.
В декабре 1926 года стал министром без портфеля в правительстве Маргерса Скуениекса (до 1928). В 1928 году избран депутатом Третьего Сейма Латвийской республики по списку Прогрессивного народного объединения.
В 1927 и 1929—1931 годах занимал пост министра юстиции Латвии. В 1931 году вновь избран депутатом 4-го Сейма Латвийской республики
После присоединения Латвии к СССР в 1940 году сотрудничал с новыми властями. Был назначен сперва начальником судебного управления Наркомата юстиции Латвийской ССР (1940), затем министром юстиции в правительстве, возглавляемом Августом Кирхенштейном. Участвовал в выборах в Народный сейм Латвии, был членом делегации в Москву с просьбой о приёме Латвийской ССР в состав СССР.
С 1940 по 1947 год был членом Верховного Совета Латвийской ССР и его Президиума.
После окончания Великой Отечественной войны работал в Риге юристом и юрисконсультом. Умер в Риге в 1961 году.
Был поэтом и прозаиком, автор стихов в духе национального романтизма и рассказов о Латгалии. Издал в 1923 году сборник стихов и рассказов «Розы и шипы».

## Награды
- Орден Трёх звёзд 5-й степени (1926)